# Marian Donat
Pour les articles homonymes, voir Donat.
Marian Donat, né le 28 août 1960 à Szczecinek en Pologne et mort le 2 janvier 2018 à Bytom, est un judoka polonais.

## Carrière sportive
Il a effectué sa carrière au club de Czarni Bytom et fut titulaire de l'équipe de Pologne aux Jeux olympiques de Moscou en 1980. 
En 1979 il obtient, à 18 ans, la 5e place des championnats d'Europe senior.

## Vie privée
Il est le beau-frère du double champion olympique de judo Waldemar Legień.